# Catherine McAuley
La vénérable mère Catherine Elizabeth McAuley, née le 29 septembre 1778 à Dublin et morte le 11 novembre 1841 à Dublin, est une religieuse irlandaise, fondatrice des Sœurs de la Miséricorde.

## Biographie

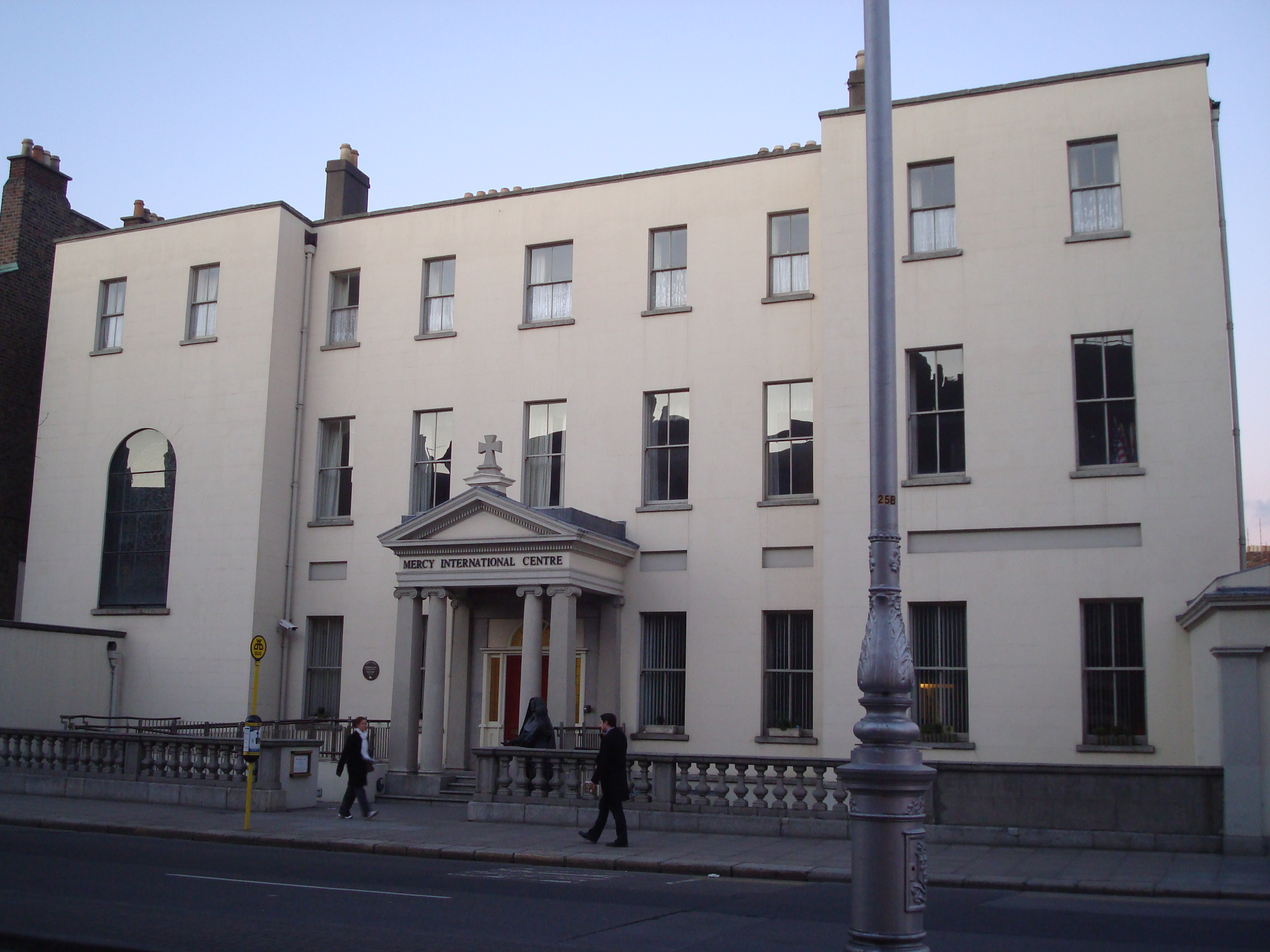
La maison de la Miséricorde, aujourd'hui Mercy International Centre, à Dublin

Catherine McAuley est la fille d'un couple aisé de Dublin, mais elle devient orpheline de père à l'âge de cinq ans. Sa mère mène alors une vie mondaine et dissolue et dilapide le patrimoine familial. Elle meurt en 1798, lorsque Catherine a dix-neuf ans. Elle déménage chez son oncle Owen Conway qui devient son tuteur, tandis que ses deux plus jeunes frères sont adoptés par un couple protestant et deviennent aussi protestants. Owen Conway est bientôt ruiné et Catherine est recueillie par des parents lointains, William et Catherine Callaghan, qui avaient fait fortune avec le commerce des Indes. Ils meurent en 1822 et Catherine hérite de leur fortune. Fervente catholique, elle décide alors d'employer son héritage à secourir les nécessiteux, en particulier les mères seules, les jeunes filles abandonnées et les femmes âgées.
Elle ouvre une école gratuite féminine, la Coolock House, et en 1827 la maison de la Miséricorde (House of Mercy) à Dublin à Baggot street. Celle-ci devient la maison-mère de toute son œuvre. C'est aujourd'hui le siège du centre international de la Miséricorde (Mercy International Centre). Elle s'entoure de plusieurs compagnes qui portent assistance aux pauvres, mais l'Église souhaite que ces jeunes femmes laïques se regroupent en un institut religieux et Catherine, sur les conseils de son directeur spirituel, Mgr Michael Blakel, évêque de Dromore, accepte et s'inspire de la règle des Sœurs de la Présentation, pour fonder sa nouvelle congrégation des Sœurs de la Miséricorde. Elle émet ses vœux religieux, ainsi que ses premières compagnes, le 12 décembre 1831.
Les religieuses, organisées en maisons autonomes, ne dépendent pas d'un directoire central, ce qui leur laisse une grande marge de manœuvre. Elles partagent leur charisme, leur règle et les vœux religieux. Les évêques américains et australiens en particulier apprécient cette souplesse qui leur permet de faire rapidement appel à elles sans passer par les autorisations d'une maison généraliste. Elles sont ainsi rapidement disponibles dans leurs diocèses pour ouvrir écoles, hôpitaux, ou autres institutions charitables.
Mère Catherine McAuley meurt dans sa maison de Baggot street le 11 novembre 1841. Il y a à cette époque déjà douze maisons en Irlande, deux en Angleterre, pour cent cinquante sœurs.
Les Sœurs de la Miséricorde étaient près de dix mille en 2003.
La cause de béatification de la Mère McAuley a été introduite en 1978, et elle a été déclarée vénérable par Jean-Paul II en 1990.

## Source
- (it) Cet article est partiellement ou en totalité issu de l’article de Wikipédia en italien intitulé « Catherine McAuley » (voir la liste des auteurs).